# Spathantheum
Spathantheum es un género de plantas con flores con dos especies pertenecientes a la familia Araceae. Es originario desde Perú hasta el norte de Argentina.

## Taxonomía
El género fue descrito por Heinrich Wilhelm Schott y publicado en Bonplandia 7: 164. 1859. La especie tipo es: Spathantheum orbignyanum Schott

## Especies
- Spathantheum fallax Hett., Ibisch & E.G.Gonç., Brittonia 55: 39 (2003).
- Spathantheum orbignyanum Schott, Bonplandia (Hannover) 7: 165 (1859).